# Златокоса и разбојник: Срећан крај
Златокоса и разбојник: Срећан крај (енгл. Tangled Ever After) амерички је рачунарско-анимирани кратки филм из 2012. године чији су режисери Нејтан Грено и Бајрон Хауард. Представља наставак филма из 2010. године Златокоса и разбојник. Приказивао се у биоскопима 13. јануара 2012. године, пре 3Д биоскопског поновног изласка филма Лепотица и звер и на Дизни каналу након премијере филма Принцеза и жабац 23. марта 2012. године. Кратки филм је касније, током јесени 2012. године, приказан као додатак на дијамантском издању филма Пепељуга и изашао је три године касније, на Walt Disney Animation Studios Short Films Collection блу-реју 18. августа 2015. године. Кратки филм је такође доступан за самостално преузимање на Ајтјунсу.
Прича филма дешава се након неодређеног времена након догађаја у филму Златокоса и разбојник; догађаји овог периода истражују се у телевизијском филму Златокоса и разбојник: Пре срећног краја и телевизијској серији Златокоса и разбојник: Серија. Краљевство је у фестивалском разположењу, припремајући се за краљевско венчање Златокосе и Јуџина Фиџхерберта. Међутим, камелеон паскал и коњ Максимус губе бурму, покрећу помахнитали потрагу како би их пронашли.

## Радња
Златокоса и Флин Рајдер имају своје венчање, али Паскал и Максимус морају пронаћи бурму коју су изгубили средином церемоније.